# Сан-Росендо
Сан-Росендо (исп. San Rosendo) — город в Чили. Административный центр одноимённой коммуны. Население — 3 249 человек (2002).   Город и коммуна входит в состав провинции Био-Био и области Био-Био.
Территория коммуны — 92,4 км². Численность населения — 3737 жителей (2007). Плотность населения — 40,44 чел./км².

## Расположение
Город  расположен в 56 км юго-восточнее административного центра области — города Консепсьон и в 40 км северо-западнее административного центра провинции — города Лос-Анхелес.
Коммуна граничит:
- на севере — с коммуной Юмбель
- на юго-востоке — с коммуной Лаха
- на западе — с коммуной Санта-Хуана
- на северо-западе — с коммуной Уальки

## Демография
Согласно сведениям, собранным в ходе переписи Национальным институтом статистики,  население коммуны составляет 3737 человек, из которых 1811 мужчин и 1926 женщин.
Население коммуны составляет 0,19% от общей численности населения области Био-Био. 16,51%  относится к сельскому населению и 83,49% — городское население.